# Agderposten
Agderposten er en norsk avis der udkommer i Arendal i Aust-Agder fylke.

## Ekstern henvisning
- Agderposten

| Anime eller manga | Spire Denne artikel om medie og kommunikation er en spire som bør udbygges. Du er velkommen til at hjælpe Wikipedia ved at udvide den. |